# Путевой струг

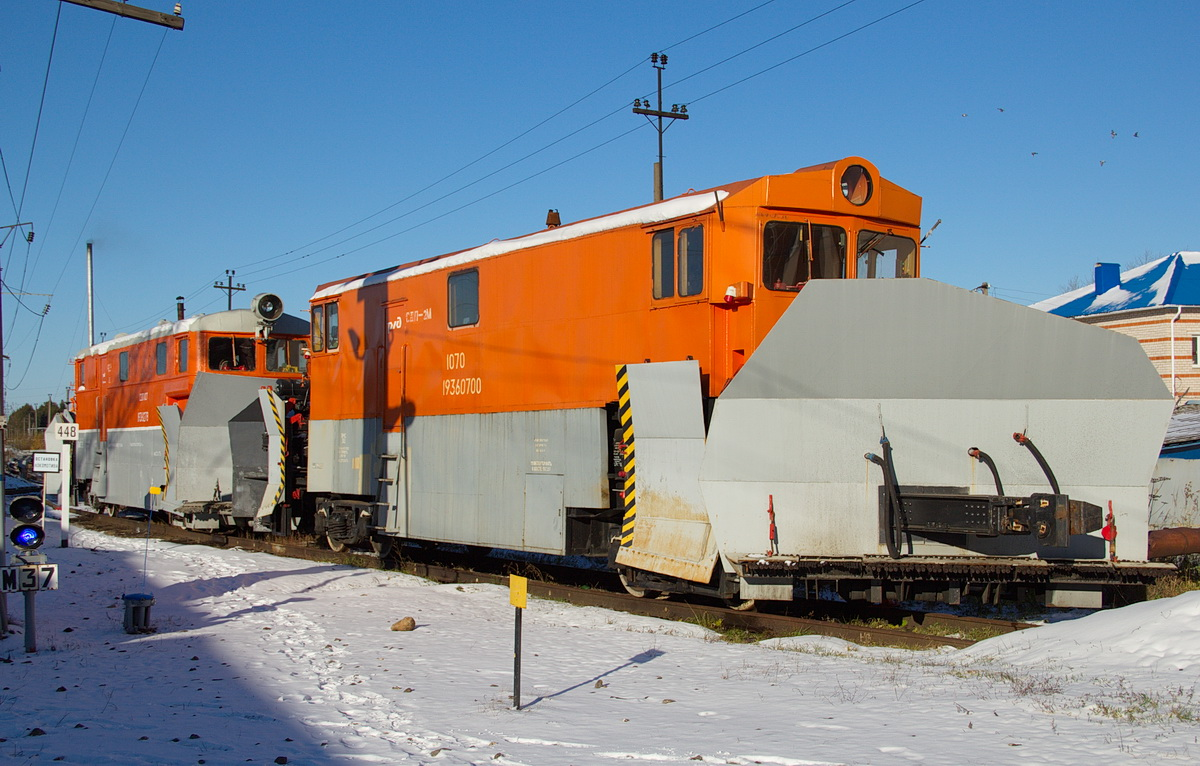
Путевой струг СДПМ-1070

Путевой струг — путева́я машина, применяемая на железных дорогах для ремонта земляного полотна, а также для очистки железнодорожных путей от снега. 
Путевые струги производят нарезку новых и очистку старых кюветов, оправку откосов выемок, насыпей и балластной призмы, отвалку и срезку загрязнённого балласта с соседнего пути при снятой рельсо-шпальной решётке, планировку грунта при строительстве вторых путей, очистку от снега станций и перегонов, отвалку снега в местах его выгрузки.

## Конструкция и принцип работы

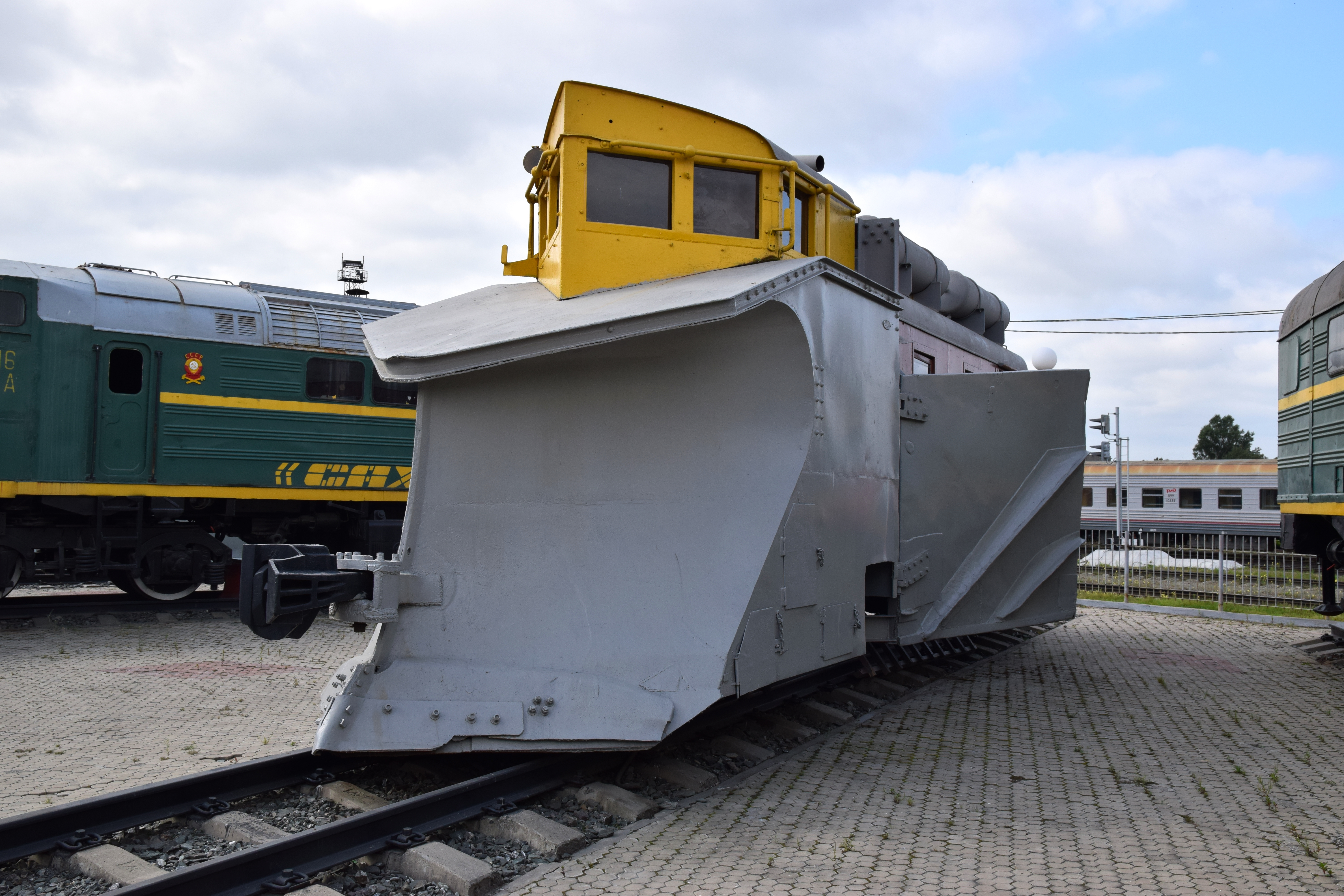
Путевой струг-снегоочиститель, Сахалин

Наиболее распространены струги-снегоочистители. Их рабочие органы — два боковых крыла и два снегоочистительных устройства. Боковые крылья находятся в средней части машины и состоят из основной, кюветной и откосной частей, которые могут быть установлены по очертанию поперечного профиля пути на станции, в выемке или насыпи. Снегоочистительные устройства, размещенные в торцевых частях путевого струга, представляют собой вертикальные щиты, плоскости которых расположены под углом 50° — 60° к оси пути или составляют двугранный угол, отбрасывающий снег при движении машины в сторону от пути. Перемещается путевой струг подталкиванием локомотивом, от которого поступает также сжатый воздух для пневматической системы управления рабочими органами.

## Универсальный струг-снегоочиститель (СС-1М)
Струг-снегоочиститель используют для выполнения работ по очистке старых и нарезке новых кюветов, срезке земляного полотна и при планировании откосов и выемок, при постройке вторых железнодорожных путей и проведении других планировочных работ.
Зимой струг-снегоочиститель используют для очистки железнодорожных путей от снега высотой до двух метров на станциях и перегонах, для очистки кюветов от снега при глубоких заносах и при отвалке его в местах выгрузки снеговых составов, удаления снега из выемок, вскрытия кюветов для пропуска весенних вод.
Совмещение на одной машине снеговой и земляной частей позволяет использовать её при строительстве, ремонте и текущем содержании пути по принятой технологии производства этих работ практически в течение всего года.
Основные технические параметры:

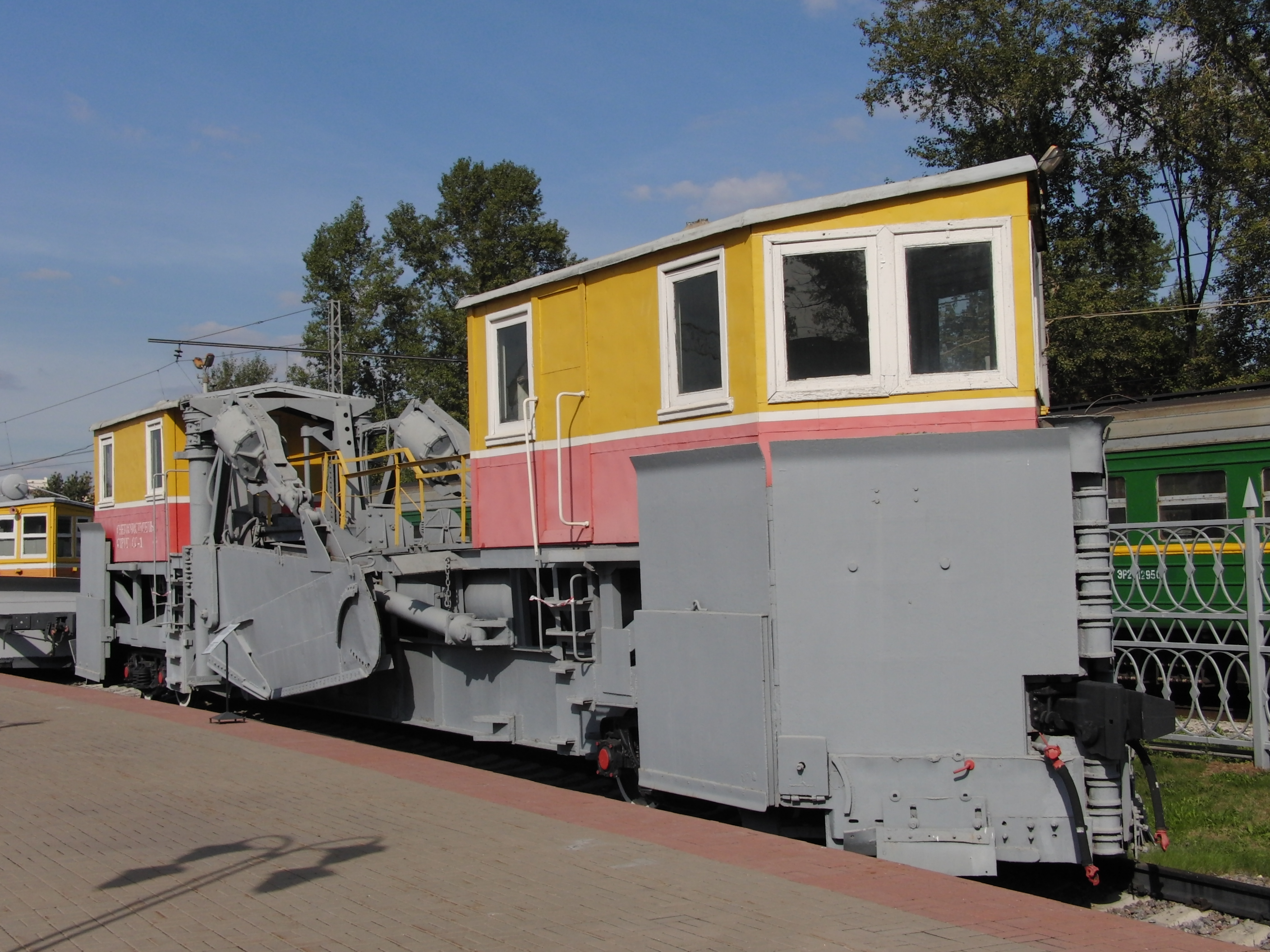
Strug SS-1 snow plow (5053477631).jpg

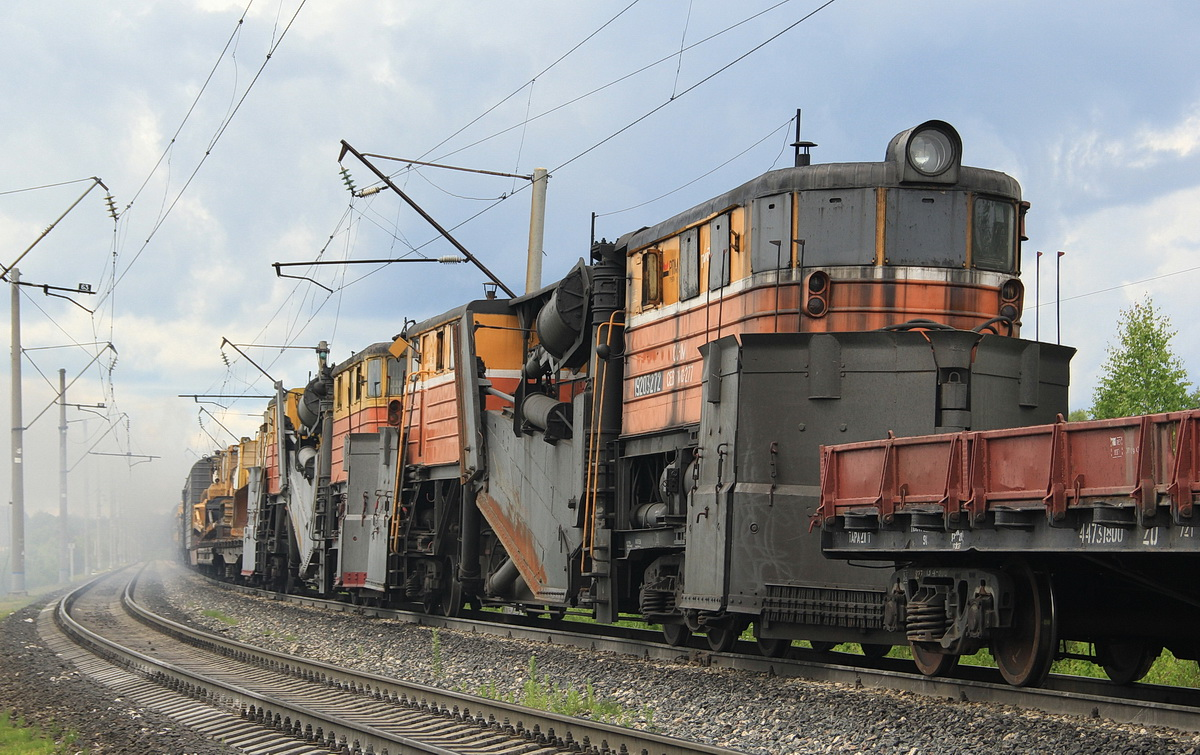
Путевой струг-снегоочиститель СС-1М

- Производительность при очистке от снега — 64100 м³/ч
- Производительность при нарезке кюветов — 1050 м³/ч
- Производительность при срезке и разравнивании земли и балласта — 3000 м³/ч
- Максимальная ширина очищаемой полосы — 5,2 м
- Максимальная высота убираемого снега — 2,0 м
- Наибольшее заглубление кюветной части ниже уровня головки рельса — 1,8 м
- Максимальный вылет крыла (от оси пути) — 7,7 м
- Скорость:
  - рабочая на земляных работах — 3–15 км/ч
  - при очистке снега — до 80 км/ч
  - транспортная в составе поезда — до 80 км/ч
- База — 16500 мм
- Габаритные размеры:
  - длина — 24700 мм
  - ширина — 3045 мм
  - высота — 4875 мм
- Масса — 100 т
- Численность экипажа — 2 чел..